# Ours (sång)
"Ours" är en sång av den amerikanska sångerskan och låtskrivaren Taylor Swift. Sången skrevs av Swift, som även producerade låten tillsammans med Nathan Chapman. Det är den sjätte singeln från albumet Speak Now.
Sången har mött positiva recensioner från kritiker som berömmer Swift's sångröst och låtskrivandet. Kritikerna har även berömt Swift för hennes sätt att sätta stämningen i sången. 
Efter att "Ours" framfördes live vid 2011 års upplaga av Country Music Association Awards så dök sången genast upp på iTunes Top 100 i USA. Det resulterade senare med att sången debuterade som #5 på Hot Digital Songs och som #13 på Billboard Hot 100. Den placerades även som #91 på ARIA Charts.

## Musikvideo
Enligt Swift så hade hon avslutat dag två av filmandet av musikvideon till "Ours" den 3 november 2011. Musikvideon hade premiär på E! News och E! Online den 2 december 2011. Swift kom själv på videons koncept. Videon är regisserad av Declan Whitebloom, som även regisserade Swift's musikvideo till sången "Mean". Han uttryckte sig, "När Taylor säger, 'Jag har en idé' så lyssnar du på vad hon har att säga. Jag gjorde det, och det var en utmärkt idé hon hade som jag älskade!"

### Handling
Videon börjar med Swift klädd som en karriärkvinna. Hon passerar en lobby och går in i en hiss fylld med människor. När hissdörren stängs så börjar Swift sjunga och ser sig omkring. När hissen når den trettonde våningen så kliver folk av och knuffar till henne. Swift går sedan till kontoret och slår sig ned vid sitt skrivbord medan en man stör henne. Swift vandrar sedan omkring i kontoret och använder skrivaren, väntar på en man som dricker vatten, och sedan äter medan två kvinnor ler och tittar på henne. Tillbaka vid sitt skrivbord igen så tar Swift fram en lapp skriven av hennes pojkvän (Zach Gilford). Swift vänder sig sedan mot datorn och tittar på en film med henne och pojkvännen. Hon tittar efter ett tag på sin klocka och lämnar kontoret och väntar på en buss. På bussen så tar Swift ytterligare en titt på videos som får henne att minnas ögonblick med pojkvännen. Bussen stannar sedan av vid en flygplats och Swift stiger av där och letar efter pojkvännen. Just i tid så lämnar han flygplatsen iklädd militärkläder, vilket avslöjar att han varit utomlands och tjänstgjort för militären. Videon avslutas till slut med att Swift och hennes pojkvän omfamnar varandra.

## Liveframträdanden
Swift framförde sången live vid 2011 års upplaga av Country Music Association Awards den 9 november 2011. Amanda Hensel från Taste of Country sa att Swift's framträdande av sången kändes "mer personlig och mindre som en arena show." Under framträdandet så "tog Swift på sig en enkel rosa tröja och plumsade ner på en soffa." Det exklusiva livealbumet, Speak Now: World Tour Live, innehåller ett bonusframträdande av "Ours" från turnén Speak Now World Tour.

## Låtlista
- Digital download

1. "Ours" – 3:57

- CD-singel

1. "Ours" – 3:57
2. "Ours" (Live) – 4:05

## Topplistor
| Lista (2010-11)                              | Topplacering |
| -------------------------------------------- | ------------ |
| Australien (ARIA Charts)                     | 91           |
| Kanada (Canadian Hot 100)                    | 71           |
| Storbritannien (The Official Charts Company) | 181          |
| USA (Billboard Hot 100)                      | 13           |
| USA (Hot Country Songs)                      | 5            |

## Utgivningshistorik
| Land | Datum            | Format           | Skivbolag           |
| ---- | ---------------- | ---------------- | ------------------- |
| USA  | 8 november 2011  | Digital download | Big Machine Records |
| USA  | 21 november 2011 | CD-singel        | Big Machine Records |
| USA  | 5 december 2011  | Country radio    | Big Machine Records |